# Paralelo 60 S
O Paralelo 60 S é um paralelo no 60° grau a sul do plano equatorial terrestre. Marca o limite norte do Oceano Antártico, e não atravessa terra firme.

## Dimensões
Conforme o sistema geodésico WGS 84, no nível de latitude 60° S, um grau de longitude equivale a 55,8 km; a extensão total do paralelo é portanto 20.088 km, cerca de 50% da extensão do Equador, da qual esse paralelo dista 6.654 km, distando 3.348 km do polo sul.

## Cruzamentos
Começando pelo Meridiano de Greenwich e tomando a direção leste, o paralelo 60° Sul passa sucessivamente por:
| País, território ou mar             | Notas |
| ----------------------------------- | --- |
| Oceano Atlântico / Oceano Antártico | |
| Oceano Índico / Oceano Antártico    | |
| Oceano Pacífico / Oceano Antártico  | |
| Passagem de Drake                   | Entre América do Sul e Península Antártica |
| Oceano Atlântico / Oceano Antártico | Passa a norte das Ilhas Shetland do Sul Passa a norte das Ilhas Órcades do Sul Passa a sul de Thule do Sul nas Ilhas Geórgia do Sul e Sandwich do Sul |

## Fronteira
Esse Paralelo foi definido de forma relativamente arbitrária como a fronteira norte do Oceano Antártico, como também da Antártica, conforme esse continente é definido pelo Tratado da Antártida. Na prática a chamada Convergência Antártica.zona limítrofe entre águas frias e águas quentes tem sua latitude variando entre 48° e 61° S